# Ilpin
Ilpin (ukr. Ільпінь, Ilpiń) – wieś na Ukrainie, w obwodzie rówieńskim, w rejonie rówieńskim, w hromadzie Zdołbunów. W 2001 liczyła 945 mieszkańców, spośród których 933 wskazało jako ojczysty język ukraiński, a 12 rosyjski.
W okresie międzywojennym wieś znajdowała się w granicach II RP, wchodząc w skład gminy Równe w powiecie rówieńskim, w województwie wołyńskim.